# آدولف اشترکر
آدولف اشترکر (آلمانی: Adolph Strecker؛ ۲۱ اکتبر ۱۸۲۲ – ۷ نوامبر ۱۸۷۱) یک شیمی‌دان اهل آلمان بود. بیشتر شهرت وی بخاطر پژوهشهایش بر روی اسید آمینهها است.
وی با متدی که بعدها بنام خودش مشهور شد (سنتز اشترکر) موفق به ساخت اسید آمینه از پتاسیوم سیانید، آمونیوم کلرید و یک آلدئید یا یک کتون شد.